# Euxoa cinereopallidus
Euxoa cinereopallidus là một loài bướm đêm trong họ Noctuidae.